# Camillo Sivori
Pour les articles homonymes, voir Sivori.
Ernesto Camillo Sivori (né à Gênes le 25 octobre 1815 – mort à Gênes le 19 février 1894) est un violoniste et compositeur italien.

## Biographie
Camillo Sivori a été l'ami et l'élève de Niccolò Paganini mais il a également étudié avec Agostino Delle Piane et Giacomo Costa, ce dernier ayant également été l'élève de Paganini. Comme Paganini, son jeu est réputé pour son émouvante virtuosité technique. 
Dès 1827, Camillo Sivori commence une carrière de concertiste itinérant qui durera presque sans interruption jusqu'en 1864. Il vient notamment en France en 1828 donner un grand concert, il est alors présenté mensongèrement comme ayant 10 ans, alors qu'il en a en réalité 12. En 1846 en Angleterre, il est le premier à jouer le concerto en mi mineur de Felix Mendelssohn; il est de nouveau dans ce pays pour les saisons 1851 et 1864. Il a vécu quelques années à Paris. 
Camillo Sivori a collaboré avec ses contemporains compositeurs, dont Franz Liszt. Il a joué la première représentation du Requiem en ré mineur de Luigi Cherubini.
Camillo Sivori est aussi connu pour avoir adapté des morceaux particuliers afin de les interpréter; ces morceaux réécrits, autrefois considérés comme absurdes, sont devenus populaires tel le Gran Duo Concertante (en), composé par Giovanni Bottesini pour deux contrebasses et changé par Sivori pour un violon et une contrebasse.

## Les violons

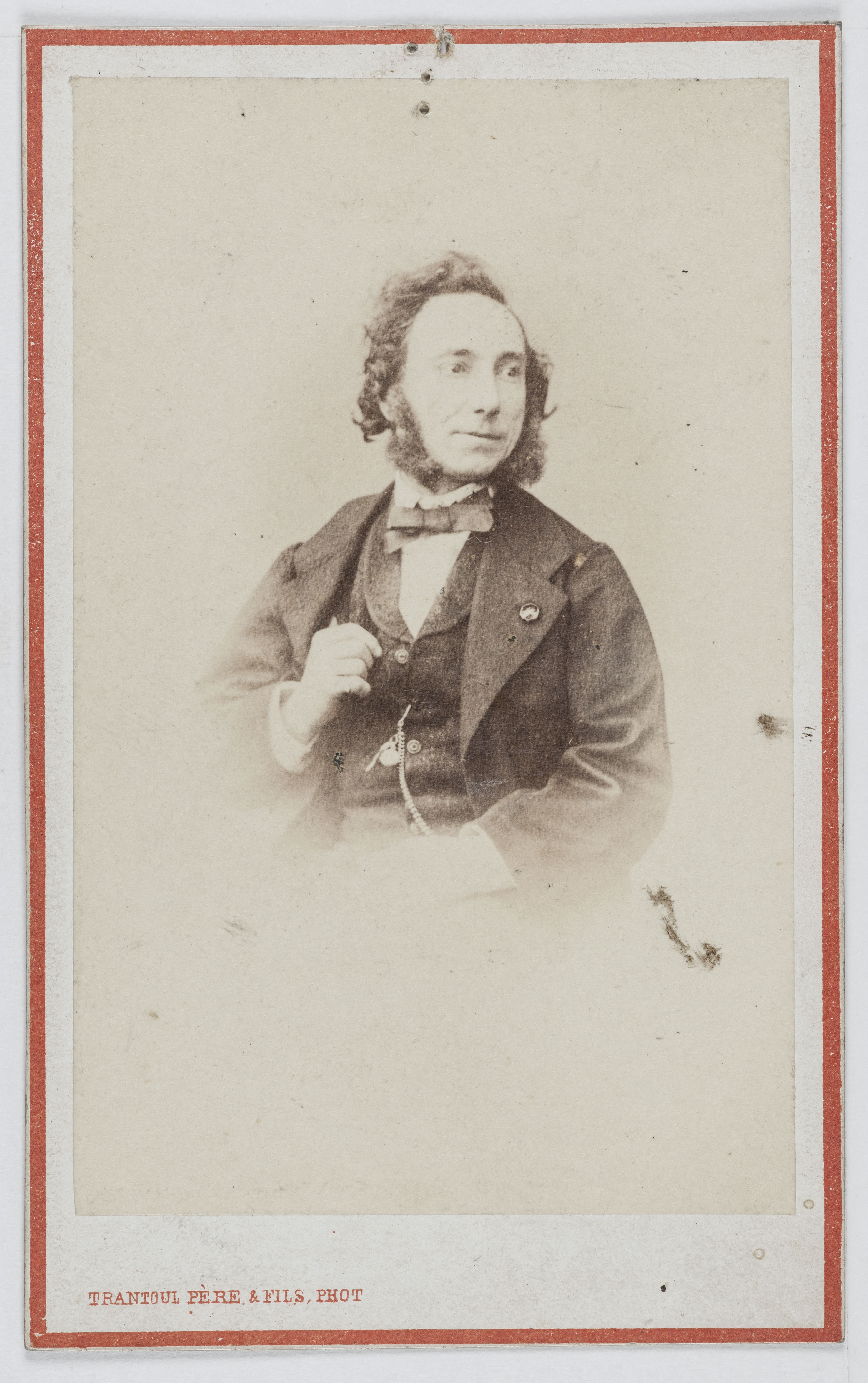
(Photo A. Trantoul père et fils)

Camillo Sivori a possédé plusieurs violons, un d'Andrea Amati, un d'Antonio Stradivari, un de Bergonzi[Lequel ?] et un de Jean Baptiste Vuillaume. Son favori est celui de Jean Baptiste Vuillaume, appelé le « Sivori », aujourd'hui conservé à l'hôtel de ville de Gênes, le Palazzo Tursi. Ce violon, construit à Paris par le luthier français en 1840 et offert par lui à Paganini, est une fidèle reproduction d'« il Cannone » (le violon préféré de Paganini) du célèbre luthier Guarnerius del Gesù. Sivori l'acquiert en 1840 pour un montant de 500 francs, montant que Paganini fait envoyer à Vuillaume en signe de son amitié artistique.
Ces deux instruments, transmis par donation et legs testamentaire, sont la propriété de la commune de Gênes. Contrairement au « Cannone » de Paganini, le « Sivori » resta presque inutilisé jusqu’en 1992, lorsque la municipalité confia au luthier Scrollavezza le soin de le restaurer pour le ressusciter à la vie des concerts.

## Les œuvres
Les héritiers Sivori ont permis, grâce à des photocopies partielles de leurs manuscrits, d'établir un catalogue des compositions de leur ancêtre. Gérard Thomas-Baruet en a assuré la rédaction avec les aides précieuses de Flavio Menardi Noguera et des archives communiquées. Chaque œuvre porte la référence T.M. et la liste en est consultable sur le site wikipédia Gérard Thomas-Baruet.

## Hommages
Un théâtre de Finale Ligure et une salle multifonction de Gênes sont dédiés à Camillo Sivori.